# Зведена сестра Попелюшки
Зведена сестра Попелюшки (кор. 신데렐라 언니) — південнокорейський мелодраматичний серіал що транслювався щосереди та щочетверга з 31 березня по 3 червня 2010 року на телеканалі KBS2.

## Сюжет
З самого дитинства Со Ин Чжо не мала місця яке можна назвати домом. Її мати Сон Кан Сук не мала ніколи постійної роботи чи власного дому, весь час вона співмешкала з різними чоловіками які давали їй з донькою прихисток. Здебільшого ці чоловіки вели далекий від порядного спосіб життя, от і черговий «голова родини» був п'яницею та постійно бив Кан Сук. Не витримавши чергового знущання Кан Сук тікає залишивши Ин Чжо з п'яницею. Але на сей раз Кан Сук поталанило, вона випадково познайомилася з багатим вдівцем на ім'я Ку Де Сон — власником винокурні де виготовляють рисове вино та Макколлі за традиційними рецептами. Кан Сук швидко вдається завоювати серце вдівця оскільки вона зовні дуже схожа з його покійною дружиною. До того ж донька Де Сона, Ку Хьо Сон, надто скучила за материнською ласкою і одразу прив'язалася до мачухи. Незабаром Кан Сук виходить заміж та перевозить до себе Ин Чжо. Потрапивши в незвичне для себе середовище багатої сім'ї, Ин Чжо вороже ставиться як до нового батька так і до сестри. Єдиний до кого Ин Чжо ставиться приязно, це молодий чоловік на ім'я Хон Кі Хун, який допомагає Де Сону в справах компанії. Але він невдовзі змушений виїхати за кордон. Незважаючи на ворожість Ин Чжо, Де Сон одразу помічає силу характера, наполеглевість та жагу до навчання Ин Чжо, і відправляє її навчатись.
Минає 8 років. Кан Сук народила Де Сону сина. Кі Хун повернувся із за кордону. Ин Чжо, отримавши добру освіту почала працювати над вдосконаленням технології виробництва макколлі в компанії батька. Холодна Ин Чжо робила це лише з відчуття вдячності за добре ставлення з боку Де Сона, але любові як до вітчима так і до сестри не відчувала. Натомість Хьо Сон так і не подорослішала, все що їй було потрібно це любов батька, ласка мачухи та увага сестри. За ці роки броварня зробила собі ім'я завдяки виробництву якісних натуральних напоїв, але чим більших успіхів досягала компанія тим більше з'являлося охочих нагріти руки або привласнити успішну компанію. Після одного з інцидентів в Ку Де Сона стався інфаркт, і на якийсь час вся відповідальність за компанію лягла на Ин Чжо та Кі Хуна. Незабаром Де Сон одужав та повернувся до справ, але фінансове становище компанії незважаючи на всі намагання погіршуються. Впливові конкуренти демпінгують ціни на макколлі та закуповують на корню сировину, змушуючи Де Сона шукати нові ринки збуту та постачальників. Одного разу він випадково почув телефонну розмову свого помічника Кі Хуна, з якої дізнався що всі негаразди компанії справа рук батька та брата Кі Хуна які збираються привласнити броварню. Від шоку в нього стається другий інфаркт, від якого Ку Де Сон помирає в лікарні.
Після смерті Ку Де Сона взаємини як в родині так і в компанії цілковито змінюються. Вдома Кан Сук починає наводити свої порядки, якщо раніше вона приязно ставилася до Хьо Сон то тепер починає її цуратись. Це надзвичайно боляче б'є по ніжній натурі Хьо Сон, яка одразу втратила завжди необхідну їй підтримку близьких. Ин Чжо також не до проблем сестри, вона щосили намагається врятувати компанію, але їй надзвичайно складно знаходити спільну мову з працівниками до яких вона звикла ставитися зверхньо. Після одного з конфліктів всі працівники звільняються, а знайти інших в глухій місцевості неможливо. Ось тут стає в нагоді вдача ніжної Хьо Сон, вона завжди помічала всі проблеми та негаразди оточуючих, завжди знаходячи слова підтримки для інших чим завойовувала серця людей. Хьо Сон вдається повернути працівників та відновити виробництво. В той же час Кі Хун відчуваючи провину за смерть Де Сона намагається перешкодити батьку та брату заволодіти компанією, але його можливості сильно обмежені. Зіткнувшись зі всіма проблемами, сестри розуміють що шанс врятувати компанію буде лише якщо вони будуть працювати разом, бо кожній з них є чому повчитись в іншої…

## Акторський склад

### Головні ролі
- Мун Гин Йон — у ролі Со Ин Чжо / Ку Ин Чжо[1]. Рідна донька Сон Кан Сук, згодом прийомна донька Ку Де Сона. Важке життя привчило її приховувати всі свої емоції та покладатись виключно на свої сили. До інших вона звикла ставитись насторожено, постійно чекаючи підступу з їх боку. Але її світогляд поступово змінюється після того як вона стає частиною родині Де Сона. Ин Чжо з подивом для себе відкриває що можна любити іншого просто так навіть не чекаючи нічого у відповідь.
- Чхон Чон Мьон — у ролі Хон Кі Хуна[2][3]. Син голови великої компанії. Через конфлікт з мачухою, тривалий час мешкає у віддаленій гірській місцевості працюючи особистим помічником Ку Де Сона.
- Со У[en] — у ролі Ку Хьо Сон[4][5]. Рідна донька Ку Де Сона, на відміну від зведеної сестри вона зростала оточена турботою батька, тож виросла ніжною наївною принцесою. Рано втративши матір та сумуючи за материнскою ласкою, Хьо Сон радо вітає мачуху та нову сестру навіть не помічаючи штучної прихильності Кан Сук та байдужості Ин Чжо.
- Ок Тхек Йон[en] — у ролі Хан Чон У[6][7]. Сирота що мешкав в будинку алкоголика Чан Те Кьона. В той час там же жили Кан Сук та Ин Чжо, тож він з дитинства звик вважати Ин Чжо за старшу сестру. Згодом, демобілізувавшись з армії, Чон У відшукує Ин Чжо та влаштовується працювати в їх броварню. З часом він стає надійним помічником та добрим другом Ин Чжо.

### Другорядні ролі
- Лі Мі Сук[en] — у ролі Сон Кан Сук. Мати Ин Чжо та Чун Су.
- Кім Кап Су[en] — у ролі Ку Де Сона. Голова винокурні що виготовляє макколлі за традиційними рецептами. Втомившись від самотності одружується з Кан Сук та всиновлює її доньку Ин Чжо. Згодом він помічає що відносини з дружиною штучні, а Кан Сук цікавлять лише гроші та положення в суспільстві. Навіть народження спільного сина не робить стосунки теплішими, але страх самотності змушує його закривати очі на витівки дружини.
- Кан Сон Чжін[en] — у ролі Ян Хе Чжіна. Дядько Хьо Сон, рідний брат покійної дружини Ку Де Сона.
- Чхве Іль Хва[en] — у ролі Хона. Голова великої корпорації. Батько Кі Хуна, Кі Чжона та Кі Тхе.
- Со Хьон Чхоль — у ролі Чана. Колишній співмешканець Кан Сук. Алкоголик.
- Ко Се Вон[en] — у ролі Хон Кі Чжона. Старший зведений брат Кі Хуна який ніколи не вважав останнього членом своєї родини.
- На Кьон Мін — у ролі Хон Кі Тхе. Менший зведений брат Кі Хуна.
- Йон У Чжін — у ролі Даль Су. Колишній однокласник Хьо Сон. Репортер та власник невеликого бару.
- Кім Дан Юль — у ролі Гу Чун Су. Менший брат Ин Чжо та Хьо Сон.
- Нам Кьон Мін — у ролі Ха Нам Ї.
- Кім Чхан — у ролі мачухи Кі Хуна та матері Кі Чжона та Кі Тхе. Мріє відібрати частку акцій що належать Кі Хуну для чого не гребує будь-якими методами.
- Мун Сок Хван — у ролі Хан Чон У в дитячому віці.
- Чан Хї Су — у ролі подруги Кан Сук. Власниця невеликої їдальні на ринку.

## Рейтинги
- Найнижчі рейтинги позначені синім кольором, а найвищі — червоним кольором.

| Серія    | Прем'єра        | Рейтинг        | Рейтинг      | Рейтинг        | Рейтинг     |
| Серія    | Прем'єра        | TNmS Ratings   | TNmS Ratings | AGB Nielsen    | AGB Nielsen |
| Серія    | Прем'єра        | По всій країні | Сеул         | По Всій країні | Сеул        |
| -------- | --------------- | -------------- | ------------ | -------------- | ----------- |
| 1        | 31 березня 2010 | 16,7 %         | 16,2 %       | 15,8 %         | 15,9 %      |
| 2        | 1 квітня 2010   | 16,4 %         | 15,8 %       | 14,5 %         | 15,5 %      |
| 3        | 7 квітня 2010   | 16,8 %         | 16,4 %       | 16,1 %         | 17,7 %      |
| 4        | 8 квітня 2010   | 18 %           | 17,3 %       | 17,7 %         | 18,2 %      |
| 5        | 14 квітня 2010  | 19,7 %         | 19,1 %       | 19,1 %         | 20,7 %      |
| 6        | 15 квітня 2010  | 18,6 %         | 17,8 %       | 18,2 %         | 19,1 %      |
| 7        | 21 квітня 2010  | 18,5 %         | 17,8 %       | 17,9 %         | 18,2 %      |
| 8        | 22 квітня 2010  | 19 %           | 18,6 %       | 18 %           | 18,2 %      |
| 9        | 28 квітня 2010  | 19,2 %         | 18,8 %       | 18,7 %         | 19,6 %      |
| 10       | 29 квітня 2010  | 20,8 %         | 20,6 %       | 19,2 %         | 20,4 %      |
| 11       | 5 травня 2010   | 18,8 %         | 18,4 %       | 18,3 %         | 19,7 %      |
| 12       | 6 травня 2010   | 20,5 %         | 20,3 %       | 19,2 %         | 20,7 %      |
| 13       | 12 травня 2010  | 18,1 %         | 18,4 %       | 17,3 %         | 17,5 %      |
| 14       | 13 травня 2010  | 18,7 %         | 18,4 %       | 16,7 %         | 17,4 %      |
| 15       | 19 травня 2010  | 19 %           | 19,1 %       | 17,1 %         | 17,9 %      |
| 16       | 20 травня 2010  | 16,8 %         | 17,1 %       | 14,8 %         | 15,1 %      |
| 17       | 26 травня 2010  | 23,2 %         | 23,8 %       | 20,2 %         | 21 %        |
| 18       | 27 травня 2010  | 21 %           | 22,1 %       | 19,4 %         | 20,1 %      |
| 19       | 2 червня 2010   | 22,3 %         | 23,6 %       | 20 %           | 21,3 %      |
| 20       | 3 червня 2010   | 22,7 %         | 23,7 %       | 19,4 %         | 20,6 %      |
| середній | середній        | 19,2 %         | 19,2 %       | 17,9 %         | 18,7 %      |

## Нагороди
| Рік  | Нагорода                          | Категорія                               | Отримувач          | Результат | Прим.        |
| ---- | --------------------------------- | --------------------------------------- | ------------------ | --------- | ------------ |
| 2010 | BGM Cyworld                       | Зала слави                              | «It Has To Be You» | Перемога  |              |
| 2010 | 5-та Cyworld Digital Music Awards | Пісня місяця (квітень)                  | «It Has To Be You» | Перемога  |              |
| 2010 | 3-тя Премія корейської драми      | Краща нова акторка                      | Со У               | Перемога  |              |
| 2010 | 24-та Премія KBS драма            | Нагорода за високу майстерність (актор) | Кім Кап Су         | Перемога  | [ 9 ] [ 10 ] |
| 2010 | 24-та Премія KBS драма            | Нагорода за високу майстерність         | Мун Гин Йон        | Перемога  | [ 9 ] [ 10 ] |
| 2010 | 24-та Премія KBS драма            | Нагорода за популярність (акторка)      | Мун Гин Йон        | Перемога  | [ 9 ] [ 10 ] |
| 2011 | 6-та Cyworld Digital Music Awards | Найкращий OST                           | «It Has To Be You» | Перемога  |              |
| 2011 | 47-ма Премія мистецтв Пексан      | Найпопулярніша акторка телебачення      | Мун Гин Йон        | Перемога  | [ 11 ]       |